# Berkley (Iowa)
Pour les articles homonymes, voir Berkley.
Berkley est une ville du comté de Boone, en Iowa, aux États-Unis. Elle est fondée en 1883.

## Source de la traduction
- (en) Cet article est partiellement ou en totalité issu de l’article de Wikipédia en anglais intitulé « Berkley, Iowa » (voir la liste des auteurs).